# Désiré Bourgeois
Désiré « Dis » Bourgeois  est un footballeur international belge né le 13 décembre 1908 à Malines (Belgique) et mort le 29 janvier 1996.

## Biographie
Désiré Bourgeois joue au RFC Malinois de 1926 à 1940. Milieu relayeur, il est Champion de Belgique D2 en 1928 et contribue au maintien durable du RFC Malinois, parmi l'élite.
Il a joué deux matches avec l'équipe de Belgique en 1934 et a été retenu la même année pour la Coupe du monde en Italie, mais il ne joue pas durant cette compétition.

## Palmarès
- International belge en 1934 (2 sélections)
- Présélection à la Coupe du monde 1934 en Italie (ne joue pas)
- Champion de Belgique D2 en 1928 avec le FC Malinois